# Cissus rubropilosa
Cissus rubropilosa är en vinväxtart som beskrevs av J. A. Lombardi. Cissus rubropilosa ingår i släktet Cissus och familjen vinväxter. Inga underarter finns listade i Catalogue of Life.